# Episodi de L'ispettore Tibbs (quarta stagione)
La quarta stagione della serie televisiva L'ispettore Tibbs è stata trasmessa in anteprima negli Stati Uniti d'America dalla NBC tra il 18 settembre 1990 e il 30 aprile 1991.
| nº | Titolo originale        | Titolo italiano                         | Prima TV USA      | Prima TV Italia |
| -- | ----------------------- | --------------------------------------- | ----------------- | --------------- |
| 1  | Brotherly Love (Part 1) | Giustizieri in uniforme (prima parte)   | 18 settembre 1990 |                 |
| 2  | Brotherly Love (Part 2) | Giustizieri in uniforme (seconda parte) | 18 settembre 1990 |                 |
| 3  | Lessons Learned         | Compagna di scuola                      | 25 settembre 1990 |                 |
| 4  | Perversions of Justice  | Vittima innocente                       | 2 ottobre 1990    |                 |
| 5  | And Justice for Some    |                                         | 23 ottobre 1990   |                 |
| 6  | Heart of Gold           | Cuore tutto d'oro                       | 30 ottobre 1990   |                 |
| 7  | Quick Fix               | Due minorati                            | 6 novembre 1990   |                 |
| 8  | Homecoming              | Romanzo rivelatore                      | 13 novembre 1990  |                 |
| 9  | A Problem Too Personal  | A che servono gli amici                 | 20 novembre 1990  |                 |
| 10 | A Final Arrangement     |                                         | 27 novembre 1990  |                 |
| 11 | Family Matters          | Problemi di famiglia                    | 4 dicembre 1990   |                 |
| 12 | Bounty Hunter           | Cacciatori di taglie                    | 11 dicembre 1990  |                 |
| 13 | Blessings               | Giornalista senza scrupoli              | 18 dicembre 1990  |                 |
| 14 | Shine on Sparta Moon    | Gelosia                                 | 8 gennaio 1991    |                 |
| 15 | An Execution of Trust   | Il nastro della verità                  | 15 gennaio 1991   |                 |
| 16 | A Child of Promise      | Allievo promettente                     | 5 febbraio 1991   |                 |
| 17 | Paper Castles           | Castelli di carta                       | 12 febbraio 1991  |                 |
| 18 | Laid to Waste           |                                         | 19 febbraio 1991  |                 |
| 19 | First Deadly Sin        | Un padre poco rispettabile              | 26 febbraio 1991  |                 |
| 20 | Just a Country Boy      | Solo un ragazzo di campagna             | 19 marzo 1991     |                 |
| 21 | No Other Road           | Vicolo cieco                            | 26 marzo 1991     |                 |
| 22 | A Turning               | Una svolta per Tibbs                    | 30 aprile 1991    |                 |